# Kansas Joe McCoy
Pour les articles homonymes, voir McCoy.
Wilbur « Kansas Joe» McCoy (11 mai 1905–28 janvier 1950) était un musicien afro-américain de blues. Il est né à Raymond (Mississippi) et était le frère de Papa Charlie McCoy. Il commença sa carrière à Memphis (Tennessee) dans les années 1920. Il est connu pour avoir composé la chanson When the Levee Breaks.